# Eriopyga dormitosa
Eriopyga dormitosa là một loài bướm đêm trong họ Noctuidae.